# 馬爾姆格倫灣
65°45′S 66°7′W / 65.750°S 66.117°W
馬爾姆格倫灣（英語：Malmgren Bay）是南極洲的海灣，位於比斯科群島的雷諾島西部，處於斯皮爾許奈德角以北，該海灣以瑞典作家命名，現時由南極條約體系管理。